# Sergueï Antipkine
Sergueï Vladimirovitch Antipkine (en russe : Сергей Владимирович Антипкин) est un joueur russe de volley-ball né le 28 mars 1986. Il mesure 1,97 m et joue passeur. Il est international russe.

## Clubs
| Club                    | De        | À         |
| ----------------------- | --------- | --------- |
| Dinamo Moscou           | 2004-2005 | 2005-2006 |
| Spartak Moscou          | 2006-2007 | 2007-2008 |
| Fakel Novy Ourengoï     | 2008-2009 | 2008-2009 |
| VK Grozny               | 2009-2010 | 2012-2013 |
| Gazprom-Iourga Sourgout | 2013-2014 | ...       |

## Palmarès
- Championnat de Russie (1)
  - Vainqueur : 2006
  - Finaliste : 2005
- Coupe de Russie (1)
  - Vainqueur : 2006